# Núñez (Buenos Aires)
Nuñez é um bairro da cidade argentina de Buenos Aires.

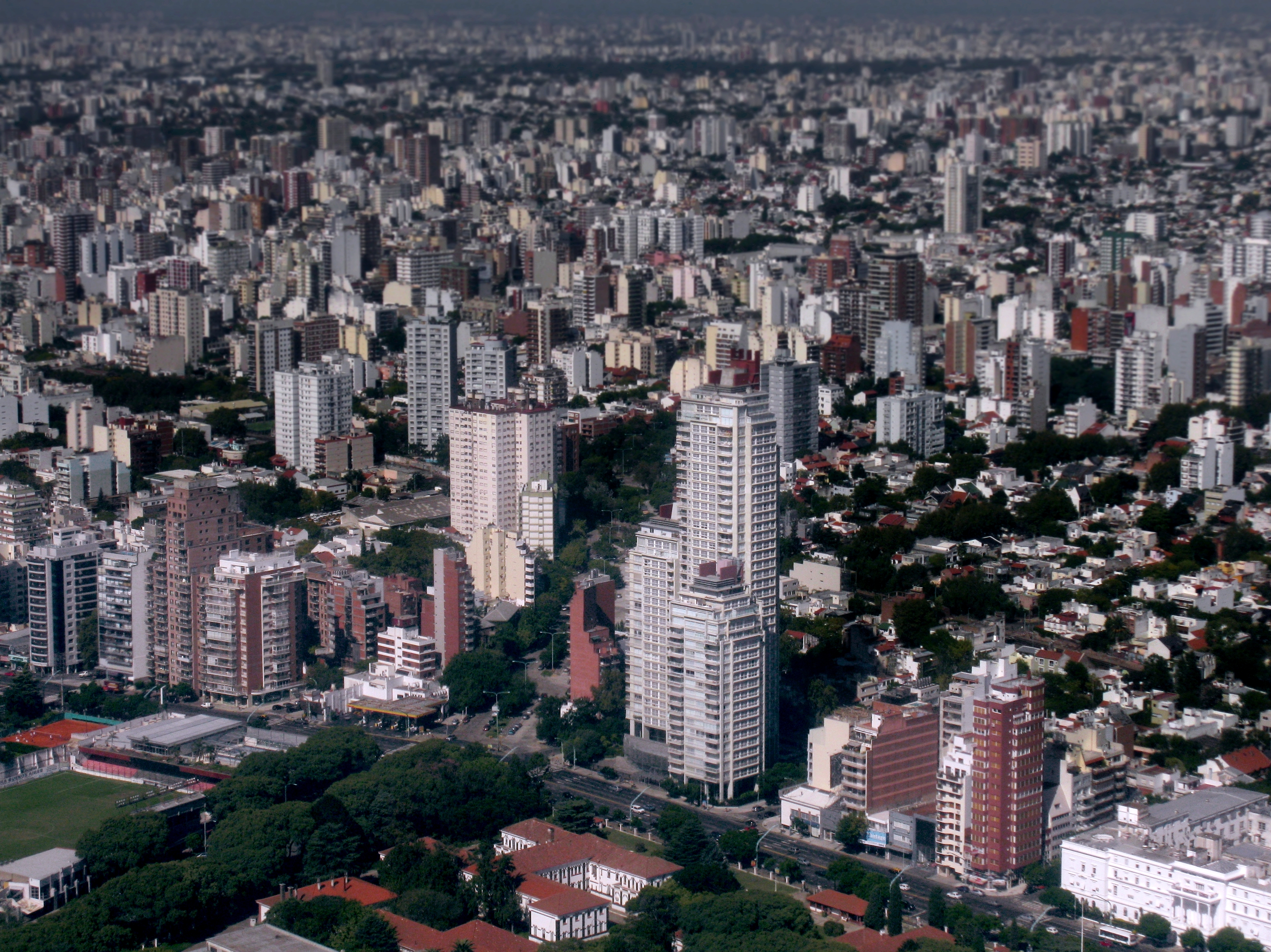
Vista aérea de Nunez

O bairro é identificado com o River Plate, a ponto do estádio do time ser conhecido popularmente como Monumental de Núñez, mesmo com o campo localizando-se no vizinho Belgrano.
O bairro tem uma área de 3,9 km² e uma população de mais de 50.000 pessoas. É delimitada pela Avenida Cabildo e Avenida Congresso, Larralde Crisologo, Zapiola, Udaondo e Ruas Cantilo, e Avenida General Paz.
Foi fundada por Don Florencio Emeterio Nunez Junto com o bairro vizinho de Saavedra, ambos subúrbios de Buenos Aires na época. No domingo, 17 de abril de 1873, a estação de trem  Mitre Line foi aberta, trazendo pessoas para um banquete para 2.000, e discursos. Após esse evento, a terra foi dividida, e a construção começou. Nunez doou o terreno para a estação ferroviária, e este é o porquê da estação e do bairro terem o seu nome.
A área é basicamente constituída de apartamentos e de muita atividade comercial, especialmente ao longo da Avenida Cabildo e da Avenida del Libertador. Ruas residenciais geralmente são inteligentes e sofisticados, com bastante verde, assim como grande parte do resto do norte da cidade. Há duas praças: Plaza e Plaza Félix Lima Balcarce. Entre a Avenida del Libertador e a costa, existem grandes áreas de espaço aberto, incluindo clubes desportivos, o extenso CeNARD (um centro de atletismo de alto desempenho), e áreas de lazer 
Uma das mais recentes áreas verdes, o Parque de los Niños, inaugurado em 1999, foi o local de uma "praia na cidade" inaugurada pelo prefeito Mauricio Macri no início de 2009. Não tem acesso à água, mas tem um acre inteiro de areia, e guarda-sóis. Este foi o primeiro de vários novos parques deste estilo, na cidade 

## Principais pontos turísticos
- A Escola de Mecânica da Armada (ESMA) cena de muitas das piores atrocidades da Guerra suja na Argentina
- Cidade Universitária, campus da Universidade de Buenos Aires, que abriga a Faculdade de Ciências e da Escola de Arquitetura e Design.

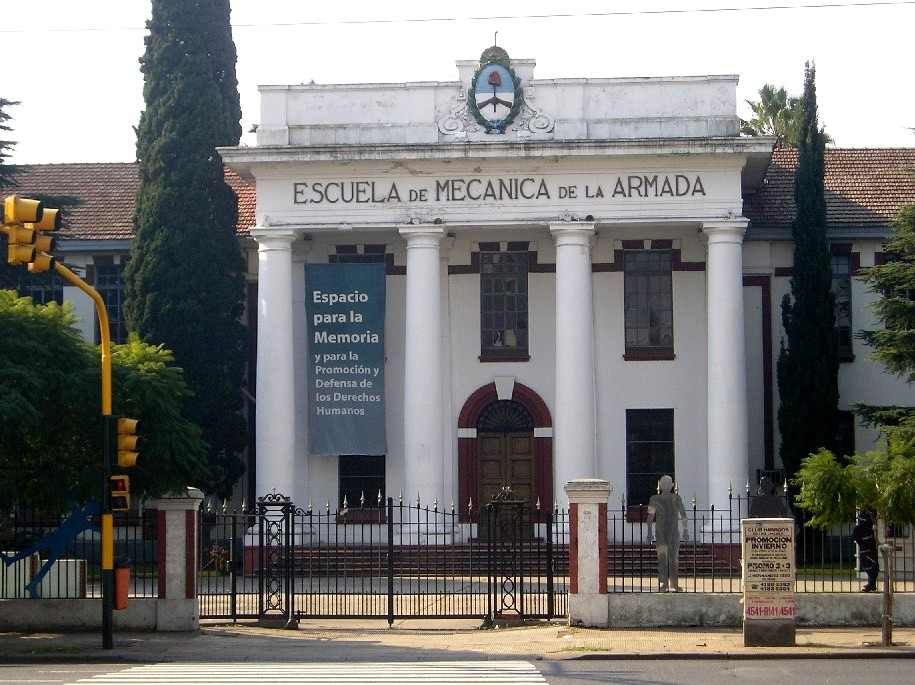
Antiga Escola de Mecânica da Armada, hoje Museu da Lembrança
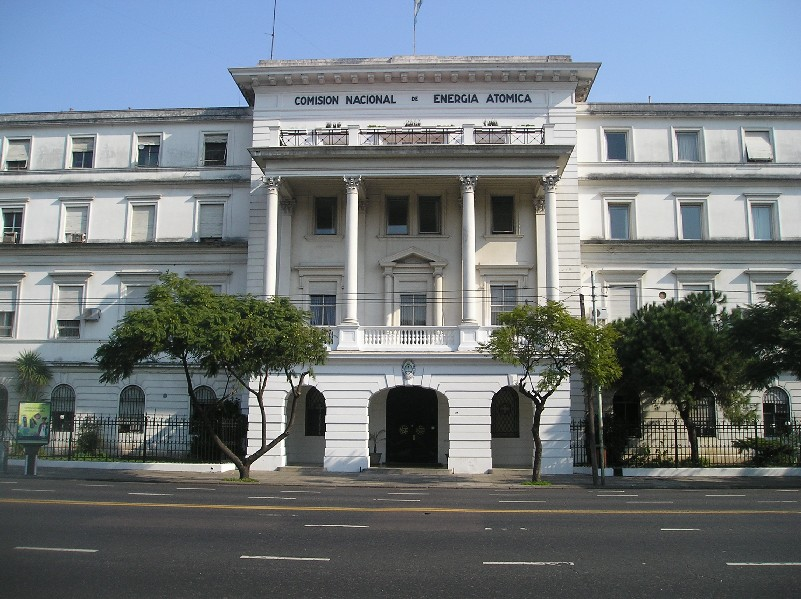
Comissão Nacional de Energia Atômica
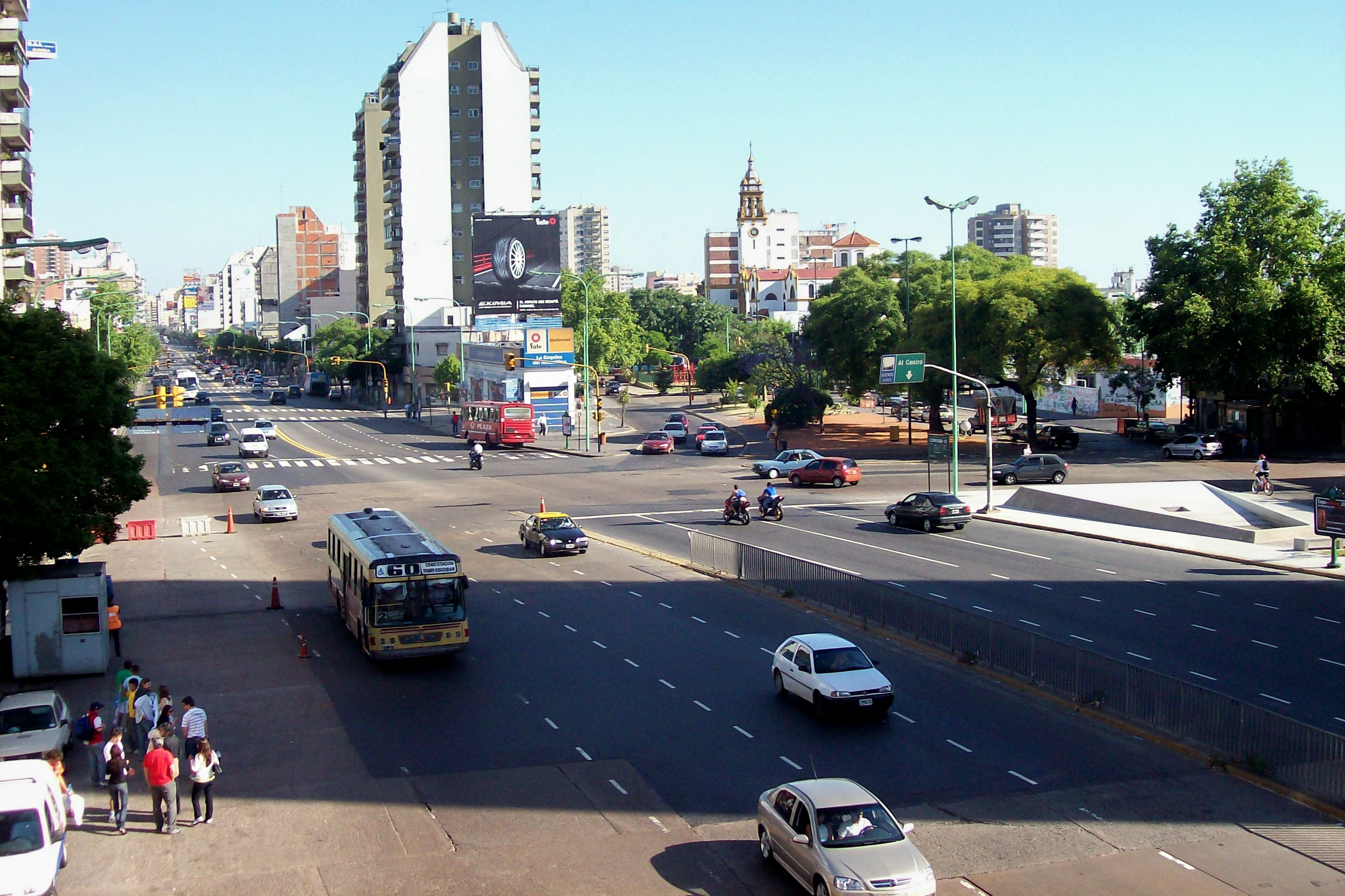
Avenida Cabildo
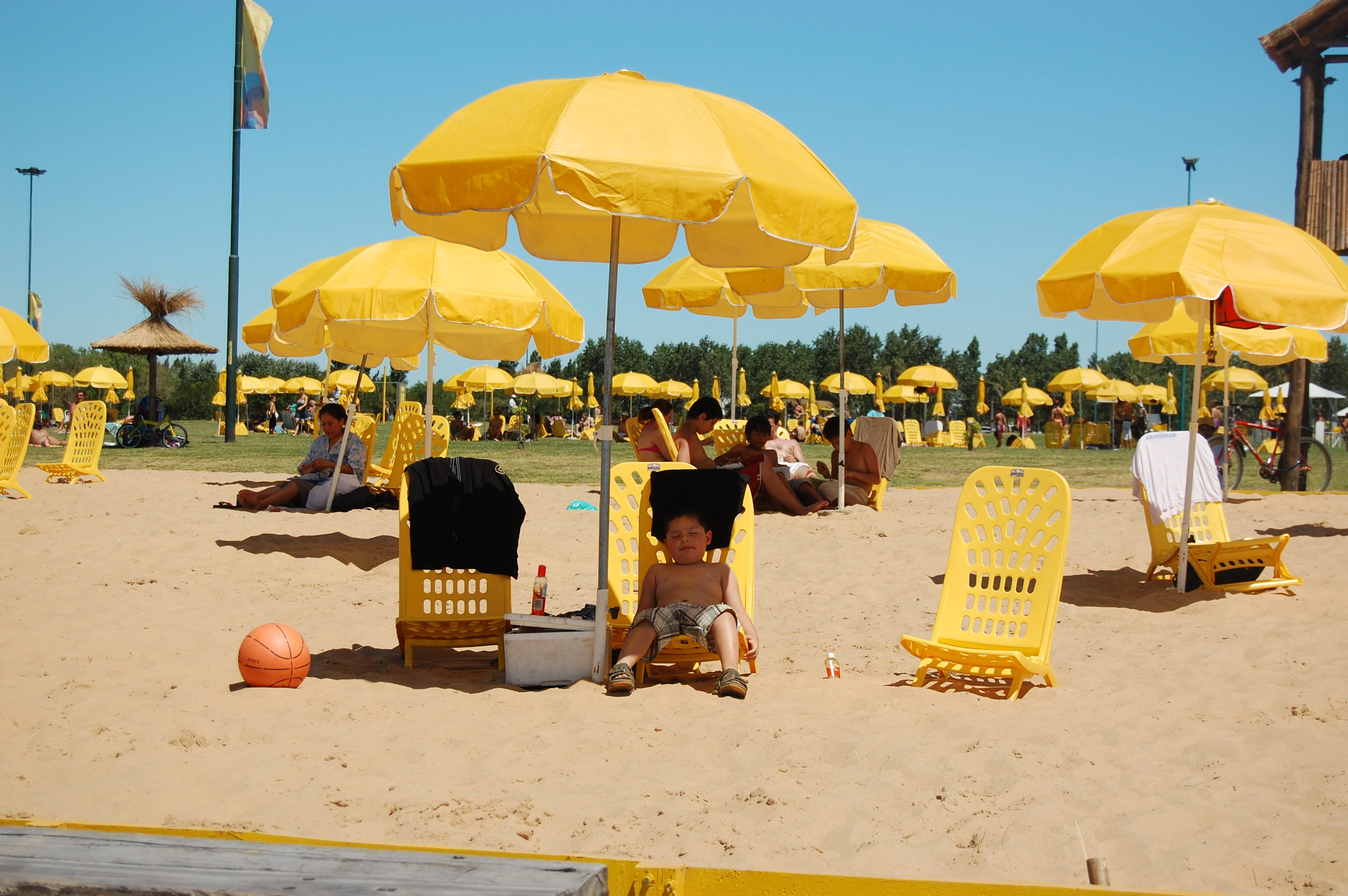
Parque de los Niños